# Nickelodeon Kids' Choice Awards (Australia)
Gli Australian Nickelodeon Kids' Choice Awards sono stati l'edizione australiana dei Kids' Choice Awards, che, dal 2003 al 2011, ha premiato le personalità della televisione, cinema e musica dell'Australia e della Nuova Zelanda.

## Edizioni, conduttori e luoghi
- 2003: Sophie Monk, Dave Lawson, Natalie Garonzi e David Kambouris - Dreamworld, Gold Coast
- 2004: James Kerley e Tony Brockman - Luna Park's Big Top, Sydney
- 2005: Jesse McCartney, James Kerley e Dave Lawson - Sydney Entertainment Centre, Sydney
- 2006: Sophie Monk, Dave Lawson e James Kerley - Sydney Entertainment Centre, Sydney
- 2007: Zac Efron e The Veronicas - Sydney Entertainment Centre, Sydney
- 2008: John Cena e Natalie Bassingthwaighte - Hisense Arena, Melbourne
- 2009: Delta Goodrem, Joel Madden e Benji Madden - Hisense Arena, Melbourne
- 2010: Liam Hemsworth, Jessica Mauboy e Jerry Trainor - Sydney Entertainment Centre, Sydney
- 2011: Jennette McCurdy e Nathan Kress - Sydney Entertainment Centre, Sydney

## Vincitori

### 2004
| Premio                                          | Vincitore                                   |
| ----------------------------------------------- | ------------------------------------------- |
| Australiano preferito (Fave Australian)         | Shannon Noll                                |
| Programma televisivo preferito (Fave TV Show)   | I Simpson                                   |
| Canzone preferita (Fave Song)                   | Drive - Shannon Noll                        |
| Performance musicale preferita (Fave Music Act) | Delta Goodrem                               |
| Video musicale preferito (Fave Music Video)     | All I Need Is You - Guy Sebastian           |
| Celebrità sportiva preferita (Fave Sports Star) | John Cena                                   |
| Duo di celebrità preferito (Fave Celebrity Duo) | James Kerley e Tony Brockman - Sarvo        |
| Cattivo preferito (Fave Meanie)                 | Ian Dickson - Australian Idol               |
| Film preferito (Fave Movie)                     | Shrek 2                                     |
| Migliore coppia amorosa (Best Pash)             | Beau Brady e Bec Cartwright - Home and Away |
| Celebrità animale preferita (Fave Animal Star)  | Ciuchino da Shrek                           |
| Celebrità televisiva preferita (Fave TV Star)   | Hilary Duff                                 |
| Libro preferito (Fave Book)                     | Harry Potter                                |
| Videogioco preferito (Fave Video Game)          | The Simpsons Hit & Run                      |
| Eroe del cinema preferito (Fave Movie Hero)     | Harry Potter                                |

### 2005
| Premio                                           | Vincitore                              |
| ------------------------------------------------ | -------------------------------------- |
| Celebrità televisiva preferita (Fave TV Star)    | Jason Smith - Home and Away            |
| Stella nascente preferita (Fave Rising Star)     | Sonny Bill Williams                    |
| Celebrità sportiva preferita (Fave Sport Star)   | Ian Thorpe                             |
| Artista musicale preferito (Fave Music Artist)   | Guy Sebastian                          |
| Videogioco preferito (Fave Video Game)           | The SpongeBob SquarePants Movie game   |
| Australiano preferito (Fave Aussie)              | Guy Sebastian                          |
| Video musicale preferito (Fave Music Video)      | Boulevard of Broken Dreams - Green Day |
| Duo di celebrità preferito (Fave Celebrity Duo)  | Andrew G e James Mathison              |
| Celebrità più attraente preferita (Fave Hottie)  | Jesse McCartney                        |
| Coppia amorosa preferita (Fave Pash)             | Tash and Robbie - Home and Away        |
| Vecchio preferito (Fave Old Fart)                | Mark Holden - Australian Idol          |
| Cattivo preferito (Fave Meanie)                  | Big Brother Australia                  |
| Celebrità del cinema preferita (Fave Movie Star) | Hilary Duff                            |
| Film preferito (Fave Movie)                      | SpongeBob - Il film                    |
| Serie televisiva preferita (Fave TV Show)        | I Simpson                              |
| Gruppo musicale preferito (Fave Music Group)     | Destiny's Child                        |
| Libro preferito (Fave Book)                      | Harry Potter                           |
| Clebrità animale preferita (Fave Animal Star)    | Ciuchino - Shrek                       |

### 2006
| Premio                                                            | Vincitore                                    |
| ----------------------------------------------------------------- | -------------------------------------------- |
| Australiano preferito (Fave Aussie)                               | Guy Sebastian                                |
| Artista australiano preferito (Fave Aussie Artist)                | Ricki-Lee Coulter                            |
| Gruppo australiano preferito (Fave Aussie Group)                  | The Veronicas                                |
| Libro preferito (Fave Book)                                       | Harry Potter                                 |
| Duo di celebrità preferito (Fave Celeb Duo)                       | James Kerley e Dave Lawson                   |
| Gioco per console preferito (Fave Console Game)                   | Nintendogs                                   |
| Persona più divertente preferita (Fave Funniest Person)           | Rove McManus                                 |
| Donna più attraente preferita (Fave Female Hottie)                | Stephanie McIntosh                           |
| Uomo più attraente preferito (Fave Male Hottie)                   | Lee Harding                                  |
| Artista internazionale preferito (Fave International Artist)      | Hilary Duff                                  |
| Gruppo internazionale preferito (Fave International Group)        | Green Day                                    |
| Film preferito (Fave Movie)                                       | High School Musical                          |
| Celebrità maschile del cinema preferita (Fave Male Movie Star)    | Jack Black                                   |
| Celebrità femminile del cinema preferita (Fave Female Movie Star) | Hilary Duff                                  |
| Vecchio preferito (Fave Old Fart)                                 | Ian Dickson                                  |
| Podcast preferito (Fave Podcast)                                  | Camp Orange Maudecast - Maude Garrett        |
| So Hot Right Now                                                  | Australian Idol                              |
| Canzone preferita (Fave Song)                                     | This Time I Know It's For Real - Young Divas |
| Celebrità donna sportiva preferita (Fave Female Sports Star)      | Liz Ellis                                    |
| Celebrità uomo sportiva preferita (Fave Male Sports Star)         | Lleyton Hewitt                               |
| Cartone animato preferito (Fave Toon)                             | I Simpson                                    |
| Serie televisiva preferita (Fave TV Show)                         | Blue Water High                              |
| Celebrità televisiva preferita (Fave TV Star)                     | Kate Ritchie                                 |

### 2007
| Premio                                                         | Vincitore                       |
| -------------------------------------------------------------- | ------------------------------- |
| Cantante preferita (Fave Female Singer)                        | Ricki-Lee Coulter               |
| Cantante preferito (Fave Male Singer)                          | Shannon Noll                    |
| Gruppo musicale preferito (Fave Band)                          | The Veronicas                   |
| Cantante internazionale preferito (Fave International Singer)  | Pink                            |
| Gruppo internazionale preferito (Fave International Band)      | Good Charlotte                  |
| Canzone preferita (Fave Song)                                  | Thnks fr th Mmrs - Fall Out Boy |
| Serie Nickelodeon preferita (Fave Nick Show)                   | Drake & Josh                    |
| Cartone preferito (Fave Toon)                                  | I Simpson                       |
| Serie televisiva preferita (Fave TV show)                      | Australian Idol                 |
| Celebrità televisiva femminile preferita (Fave Female TV Star) | Bree Amer                       |
| Celebrità televisiva maschile preferita (Fave Male TV Star)    | Rove McManus                    |
| Celebrità più attraente preferita (Fave Hottie)                | Dean Geyer                      |
| Duo preferito (Fave Duo)                                       | Hamish & Andy                   |
| Film preferito (Fave Movie)                                    | Shrek terzo                     |
| Celebrità del cinema preferito (Fave Movie Star)               | Zac Efron                       |
| So Hot Right Now                                               | High School Musical 2           |
| Ambientalista più grandioso (Biggest Greenie)                  | Bindi Irwin                     |
| Australiano preferito (Fave Aussie)                            | Bindi Irwin                     |

### 2008
| Premio                                                       | Vincitore                            |
| ------------------------------------------------------------ | ------------------------------------ |
| Programma dal vivo preferito (Fave Action Show)              | Friday Night Live                    |
| Programma comico preferito (Fave Comedy Show)                | Drake & Josh                         |
| Reality show preferito (Fave Reality Show)                   | So You Think You Can Dance Australia |
| Programma musicale preferito (Fave Music Show)               | Video Hits                           |
| Programma drammatico preferito (Fave Drama Show)             | H2O                                  |
| Celebrità televisiva preferita (Fave TV Star)                | Rove McManus                         |
| Film preferito (Fave Movie)                                  | Kung Fu Panda                        |
| Celebrità cinematografica preferita (Fave Movie Star)        | Zac Efron                            |
| Canzone preferita (Fave Song)                                | Shake It - Metro Station             |
| Artista internazionale preferito (Fave International Artist) | Miley Cyrus                          |
| Gruppo internazionale preferito (Fave International Band)    | Simple Plan                          |
| Cantante preferito (Fave Singer)                             | Ricki-Lee Coulter                    |
| Gruppo preferito (Fave Band)                                 | The Veronicas                        |
| Celebrità sportiva preferita (Fave Sports Star)              | John Cena                            |
| Australiano preferito (Fave Aussie)                          | Rove McManus                         |
| Ambientalista preferito (Fave Greenie)                       | Bindi Irwin                          |
| Duo più divertente (Funniest Duo)                            | Maude Garrett & Kyle Linahan         |
| So Hot Right Now                                             | Australian Idol                      |

### 2009
| Premio                                                                     | Vincitore                         |
| -------------------------------------------------------------------------- | --------------------------------- |
| Cantante australiano preferito (Fave Aussie Singer)                        | Jessica Mauboy                    |
| Gruppo australiano preferito (Fave Aussie Band)                            | Short Stack                       |
| Canzone preferita (Fave Song)                                              | I Gotta Feeling - Black Eyed Peas |
| Gruppo internazionale preferito (Fave International Band)                  | Black Eyed Peas                   |
| Cantante internazionale preferito (Fave International Singer)              | Pink                              |
| Film preferito (Fave Movie)                                                | Twilight                          |
| Celebrità cinematografica preferita (Fave Movie Star)                      | Robert Pattinson                  |
| Programma comico preferito (Fave Comedy Show)                              | iCarly                            |
| Programma drammatico preferito (Fave Drama Show)                           | Home and Away                     |
| Celebrità televisiva internazionale preferita (Fave International TV Star) | Drake Bell                        |
| Reality show preferito (Fave Reality TV Show)                              | Masterchef Australia              |
| Celebrità televisiva preferita (Fave TV Star)                              | Rove McManus                      |
| Serie animata preferita (Fave Toon)                                        | Avatar: La leggenda di Aang       |
| Australiano preferito (Fave Aussie)                                        | Rove McManus                      |
| Australiano più attraente preferito (Fave Aussie Hottie)                   | Dean Geyer                        |
| So Hot Right Now                                                           | Guy Sebastian                     |
| Ambientalista più grandioso (Biggest Greenie)                              | Bindi & Robert Irwin              |

### 2010
| Premio                                                     | Vincitore                                      |
| ---------------------------------------------------------- | ---------------------------------------------- |
| Miglior libro (Best Book)                                  | Twilight                                       |
| Nuovo musicista maschile (Fresh Aussie Muso: Male)         | Cody Simpson                                   |
| Nuova musicista femminile (Fresh Aussie Muso: Female)      | Jessica Mauboy                                 |
| Gruppo internazionale preferito (Fave International Band)  | Black Eyed Peas                                |
| Canzone preferita (Fave Song)                              | California Gurls - Katy Perry feat. Snoop Dogg |
| Serie televisiva preferita (Fave TV Show)                  | iCarly                                         |
| Celebrità televisiva preferita (Fave TV Star)              | Selena Gomez - I maghi di Waverly              |
| Reality show preferito (Fave Reality Show)                 | Camp Orange                                    |
| Migliore serie animata (Top Toon)                          | SpongeBob                                      |
| The LOL Award                                              | iCarly                                         |
| Coppia più dolce (Cutest Couple)                           | Zac Efron e Vanessa Hudgens                    |
| Celebrità più attraente (Hottest Hottie)                   | Taylor Lautner                                 |
| Australiano eccezionale (Awesome Aussie)                   | Rove McManus                                   |
| Platinum Achievement Award                                 | Jessica Watson                                 |
| Big Kid Award                                              | Drake Bell                                     |
| Film preferito (Fave Movie)                                | The Twilight Saga: Eclipse                     |
| Celebrità cinematigrafica preferita (Favourite Movie Star) | Miley Cyrus                                    |
| Bacio preferito (Fave Kiss)                                | Miley Cyrus e Liam Hemsworth - The Last Song   |

### 2011
| Premio                                             | Vincitore                                   |
| -------------------------------------------------- | ------------------------------------------- |
| Film preferito (Fave Movie)                        | Harry Potter e i Doni della Morte - Parte 2 |
| Canzone preferita (Fave Song)                      | Party Rock Anthem - LMFAO                   |
| Get Real Award                                     | Australia's Got Talent                      |
| Serie animata preferita (Fave Toon)                | SpongeBob                                   |
| Musicista australiano preferito (Fave Aussie Muso) | Cody Simpson                                |
| Celebrità televisiva preferits (Fave TV Star)      | Selena Gomez                                |
| LoL Award                                          | Jennette McCurdy                            |
| Il più cattivo dei cattivi (Baddest Baddie)        | Kyle Sandilands                             |
| Awesome Oldie                                      | Matt Preston                                |
| Hall of Slime                                      | Bindi e Robert Irwin                        |
| Ragazzo più attraente (Hottest Guy Hottie)         | Justin Bieber                               |
| Ragazza più attraente (Hottest Girl Hottie)        | Victoria Justice                            |
| Superfresh Award                                   | Cody Simpson                                |
| Awesome Aussie                                     | Cody Simpson                                |
| Slime Minister                                     | Julia Gillard                               |